# Communauté rurale de Ndiaganiao
La communauté rurale de Ndiaganiao est une communauté rurale du Sénégal située à l'ouest du pays. 
Elle fait partie de l'arrondissement de Fissel, du département de M'bour et de la région de Thiès.
Son chef-lieu est Ndiaganiao. La communauté rurale a été érigée en commune en 2014.